# Lucian Marinescu
Pour les articles homonymes, voir Marinescu.
Lucian Marinescu est un footballeur roumain né le 24 juin 1972 à Bucarest. Il évoluait au poste de milieu de terrain.
Marinescu participe à la Coupe du monde 1998 avec l'équipe de Roumanie.

## Biographie
Lucian Marinescu joue dans plusieurs championnats : en Roumanie, en Espagne, au Portugal, et en Grèce.

## Carrière
- 1993-1997 : FCM Reșița  Roumanie
- 1997-1998 : Rapid Bucarest  Roumanie
- 1998-2002 : UD Salamanque  Espagne
- 1999-2000 : Sporting Farense (prêt)  Portugal
- 2002-2004 : Académica de Coimbra  Portugal
- 2004-2005 : Deportivo Chaves  Portugal
- 2005-2006 : Akratitos Liosion  Grèce

## Palmarès
- Vainqueur de la Coupe de Roumanie en 1998 avec le Rapid Bucarest
- Vice-Champion de Roumanie en 1998 avec le Rapid Bucarest